# Noctua fimbria
Noctua fimbria är en fjärilsart som beskrevs av Carl von Linné 1767. Noctua fimbria ingår i släktet Noctua och familjen nattflyn. Inga underarter finns listade i Catalogue of Life.